# Maki (périodique)
Pour les articles homonymes, voir Maki.
Maki est une revue de petit format de l'éditeur Jeunesse et Vacances qui a eu six numéros d'avril 1977 à juillet 1978 (+ 2 recueils de 3 numéros).

## Insolite
- Il existe une autre série appelée Maki qui est l'histoire d'un gentleman cambrioleur amoureux d'une belle policière.

## Les Séries
- Le Joyeux Corsaire : N° 1 à 6.
- Le Prince vagabond : N° 1 à 6.
- Maki le trappeur (G. Pezzin & Bruno Marraffa) N°1 à 4.
- Wobi l'éclaireur.